# 南国交通
南国交通株式会社（なんごくこうつう）は鹿児島県鹿児島市に本社を置き、同県北部と熊本県の一部を運行エリアとしている路線バス事業者である。1941年2月設立。本社所在地は鹿児島市中央町18-1南国センタービル4階。
貸切バスについては、子会社の南国交通観光が運行している。
なお、福岡県、宮崎県で「南国」「南国交通」を商号に用いたタクシー会社が複数あるがこれらは北九州市に拠点を置く国際興業グループ（東京都中央区に本社を置く国際興業とは無関係）が運営しているもので当社とは一切関係ない。

## 沿革
- 1941年2月5日 - 北薩自動車株式会社として設立。
- 1944年12月 - 南国交通株式会社に商号変更。
- 1957年 7月 - 航空代理店（全日空鹿児島地区総代理店）業務を開始。
- 2005年 4月 - 鹿児島共通乗車カード「ラピカ」導入。
- 2009年 5月 - 本社を鹿児島市中央町18-1南国センタービル4Fに移転。
- 2020年4月1日 - 鹿児島市営バスが20路線を民間へ移譲することになり、対象路線の半数にあたる10路線を当社が継承（残り10路線は鹿児島交通が引き継ぐ）。
- 2025年 (令和7年) 4月1日 - 運賃を改定する予定[2]。同時にダイヤ改正も行い、減便・5路線を廃止予定[3]。

## 一般路線バス
下記の営業所の周辺、鹿児島市から鹿児島県北部（北薩・伊佐・姶良の各地域）および熊本県水俣市にわたる地域を営業エリアとする（鹿児島市南部（谷山）から鹿児島県南部（主に南薩地域）は除く）。

### 営業所所在地・担当地区
- 鹿児島営業所（鹿児島市内：鹿児島市小野町5046-30）
  - 高速バス（福岡線・熊本線）担当
- 川内営業所（川薩地区および阿久根市南部地区：薩摩川内市川永野町6576-3）
- 上甑島事業所（甑島地区：薩摩川内市上甑町中甑490-8）
  - コミュニティバス（甑ふれあいバス）を担当。
- 下甑島事業所（甑島地区：薩摩川内市下甑町手打1019）
  - コミュニティバス（甑かのこゆりバス）を担当。
- 出水営業所（出水・長島・阿久根市北部地区および熊本県水俣市：出水市昭和町100-3）
- 空港自動車営業所（伊佐・姶良地区：霧島市溝辺町麓1436-1）
- 伊佐出張所（伊佐・姶良地区および熊本県水俣市：伊佐市大口里2900-3）
- 宮之城出張所（宮之城・伊佐地区：薩摩郡さつま町宮之城屋地2036番地4）

#### 廃止された営業所
- （旧）鹿児島営業所（鹿児島市真砂本町51-22）
  - 2008年（平成20年）8月に鹿児島市小野町へ移転。現在はニシムタスカイマーケット鴨池店となっている。
- （旧）川内営業所（薩摩川内市山之口町4648-2）
  - 2007年（平成19年）3月に薩摩川内市川永野町へ移転。現在はホームセンターの店舗の一部と駐車場になっている。
- 大口営業所（伊佐市大口上町18-2）
  - 2012年（平成24年）4月に伊佐市大口里へ移転し、伊佐出張所に名称変更。
- 長島出張所（長島地区・および出水・阿久根市北部地区：出水郡長島町平尾字枦木原39-1）

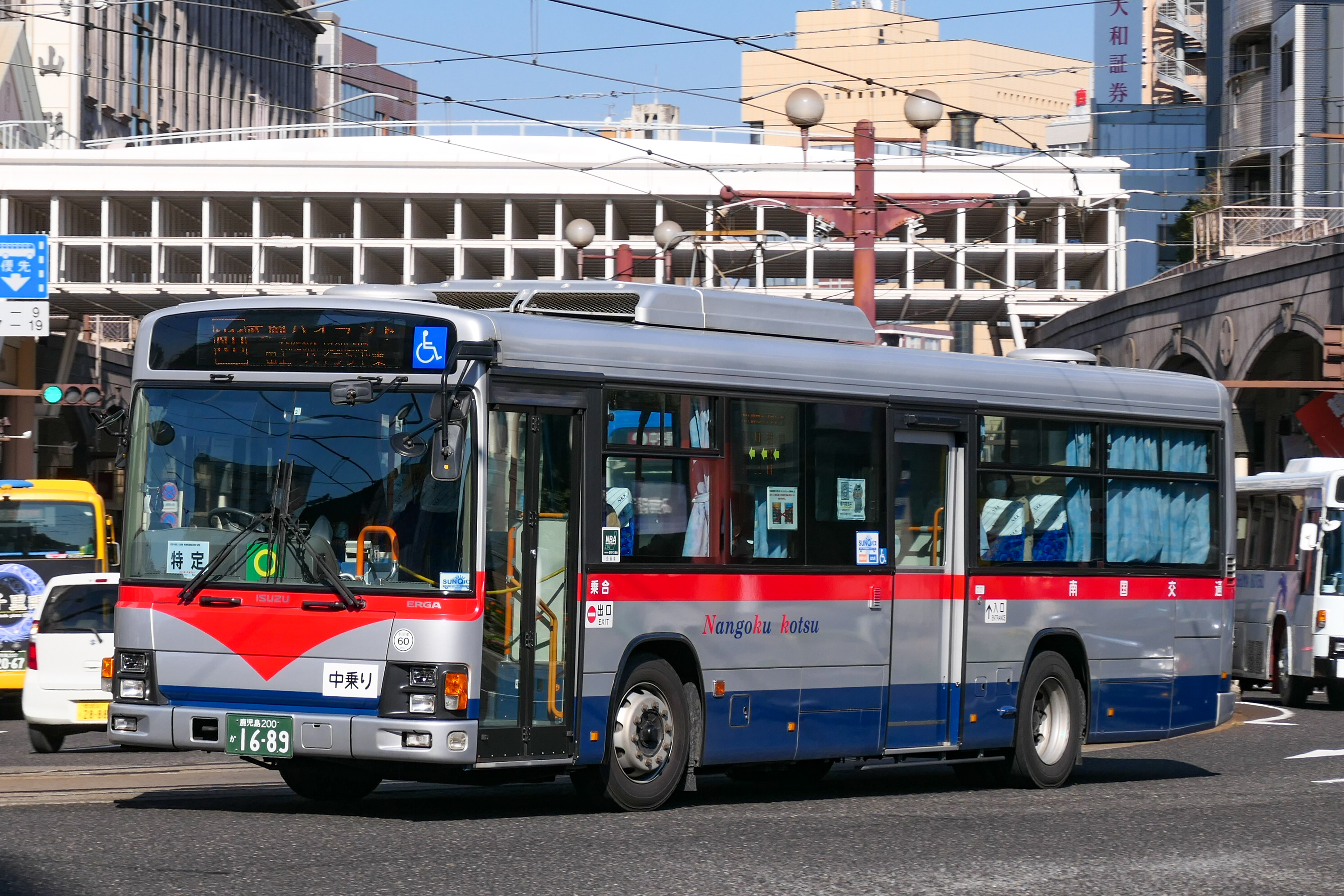
一般路線バス
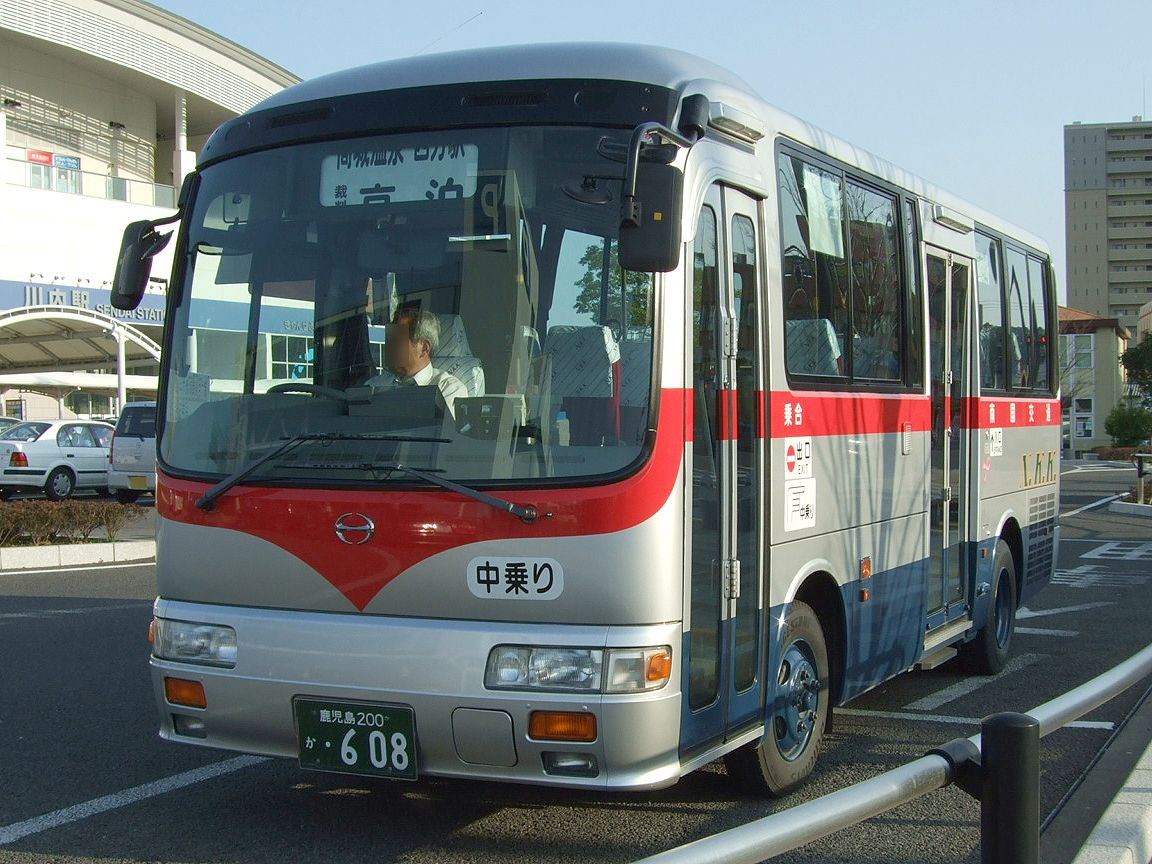
小型車

### 自動読み取り式運賃箱
レシップ製の読み取り装置付運賃箱を使用している。

## 運賃・乗車券類

### 乗車カード
乗車カードとしてRapiCa （ラピカ）を導入しており、いわさきグループが導入しているいわさきICカードと相互利用している。全国相互利用ICカードとは相互利用・片利用ともに実施していない。

### 福祉割引制度
| 対象                             | 種類                                           | 種別   | 区分 | 条件   | 条件   | 普通券 | 定期券 |
| -------------------------------- | ---------------------------------------------- | ------ | ---- | ------ | ------ | ------ | ------ |
| 身体障害者 知的障害者 精神障害者 | 身体障害者手帳 療育手帳 精神障害者保健福祉手帳 | 第一種 | 大人 | 単独   | 単独   | -      | -      |
| 身体障害者 知的障害者 精神障害者 | 身体障害者手帳 療育手帳 精神障害者保健福祉手帳 | 第一種 | 大人 | 介護付 | 本人   | 5割引  | 3割引  |
| 身体障害者 知的障害者 精神障害者 | 身体障害者手帳 療育手帳 精神障害者保健福祉手帳 | 第一種 | 大人 | 介護付 | 介護者 | 5割引  | 3割引  |
| 身体障害者 知的障害者 精神障害者 | 身体障害者手帳 療育手帳 精神障害者保健福祉手帳 | 第一種 | 小児 | 単独   | 単独   | -      | -      |
| 身体障害者 知的障害者 精神障害者 | 身体障害者手帳 療育手帳 精神障害者保健福祉手帳 | 第一種 | 小児 | 介護付 | 本人   | 5割引  | 無割引 |
| 身体障害者 知的障害者 精神障害者 | 身体障害者手帳 療育手帳 精神障害者保健福祉手帳 | 第一種 | 小児 | 介護付 | 介護者 | 5割引  | 3割引  |
| 身体障害者 知的障害者 精神障害者 | 身体障害者手帳 療育手帳 精神障害者保健福祉手帳 | 第二種 | 大人 | 単独   | 単独   | 5割引  | 3割引  |
| 身体障害者 知的障害者 精神障害者 | 身体障害者手帳 療育手帳 精神障害者保健福祉手帳 | 第二種 | 小児 | 単独   | 単独   | 5割引  | -      |
| 身体障害者 知的障害者 精神障害者 | 身体障害者手帳 療育手帳 精神障害者保健福祉手帳 | 第二種 | 小児 | 介護付 | 本人   | 5割引  | 無割引 |
| 身体障害者 知的障害者 精神障害者 | 身体障害者手帳 療育手帳 精神障害者保健福祉手帳 | 第二種 | 小児 | 介護付 | 介護者 | -      | 3割引  |

## 車両の特徴

### 機能
鹿児島市内を走行する車両をはじめとして、比較的傾斜のきつい路線が多いため、エアサス・高出力仕様車を標準仕様としている。
以前は車齢の高い車両が比較的多かったが、近年は鹿児島市内便及び空港・高速バス等に積極的な設備投資を行っている。新車の投入と並行して県内バス他社同様に大都市からの移籍車両も多数存在しており、東急バスや高槻市交通部、最近では神奈川中央交通からも移籍車両を導入している。

### カラー
- 路線車はシルバーの車体に窓下回りに赤帯、裾回りを紺色で塗装、長崎バスに似た塗装となっている（1991年以前の千葉交通の塗装も、これによく似たものとなっている。）。また側面腰部には長らく黒文字の黄縁で「N.K.K.」のロゴが入れられていたが、最近の新車では紺で「NangoKu Kotsu」と書かれている（大文字部分は赤）。ただ、他社からの移籍車については従来通り「N.K.K.」のロゴが入れてあるものもある。
- 高速・リムジン車両については色彩は路線車と同じで塗り分けが異なり、紺の比率が多くなっている。さらに屋根も紺に塗られている。赤帯も太くなっている。ロゴに関しては昭和末期までは「南国交通　空港特急バス」と記されていたが平成以降は「AIRPORT　SHUTTLE」に変更、現在に至る。高速バスの場合はロゴ部分に「Nangoku Kotsu」と記されている。

### 運行している市町村
高速バスのみ運行の市町村を除く。
- 鹿児島県
  - 鹿児島市
  - 姶良市
  - 姶良郡湧水町
  - 霧島市（隼人・溝辺・横川・牧園町）
  - 薩摩川内市
  - いちき串木野市（バス停は串木野新港のみ）
  - 薩摩郡さつま町
  - 阿久根市
  - 出水市
  - 出水郡長島町
  - 伊佐市
- 熊本県
  - 水俣市

## 現行路線

### 主な一般路線

#### 市内線
| 系統番号                                        | 路線名                         | 起点         | 経由地 | 終点                 | 備考                                                                                   |
| ----------------------------------------------- | ------------------------------ | ------------ | --- | -------------------- | -------------------------------------------------------------------------------------- |
| N1                                              | 花棚線                         | 鹿児島中央駅 | 天文館・金生町・鹿児島駅前・清水町・早馬・無線前・帯迫・養護学校前・上花棚                                 | 花棚・吉田インター前 | [ * 1 ] [ ** 1 ] [ *** 1 ] [ *** 2 ] [ *** 3 ] [ *** 4 ] [ *** 5 ] [ *** 6 ]           |
| N1                                              | 花棚線                         | 鴨池港       | 農協会館前・県庁前・天保山・大門口・金生町・鹿児島駅前・清水町・早馬・無線前・帯迫・上花棚                 | 花棚・吉田インター前 | [ * 2 ] [ ** 2 ] [ *** 7 ]                                                             |
| N1-3                                            | 花棚・本城線                   | 鹿児島中央駅 | 天文館・金生町・鹿児島駅前・清水町・早馬・無線前・帯迫・上花棚・宮之浦神社前・教育センター前・大原・本吉田 | 本城                 | [ * 1 ] [ ** 3 ] [ *** 6 ]                                                             |
| N1-4                                            | 花棚・本城・イオンタウン姶良線 | 鹿児島中央駅 | 天文館・金生町・鹿児島駅前・稲荷町・早馬・無線前・帯迫・上花棚・宮之浦神社前・教育センター前・大原・本吉田 | イオンタウン姶良     |                                                                                        |
| N1-5                                            | 花棚・教育センター線           | 鹿児島中央駅 | 天文館・金生町・鹿児島駅前・清水町・早馬・無線前・帯迫・上花棚・宮之浦神社前                               | 教育センター前       | [ * 1 ] [ ** 4 ] [ *** 6 ]                                                             |
| N2                                              | 旭ヶ丘ニュータウン線           | 鹿児島中央駅 | 天文館・金生町・鹿児島駅前・清水町・早馬・大明ヶ丘中央・大明ヶ丘西                                         | 旭ヶ丘中央           | [ * 1 ] [ ** 5 ] [ *** 1 ] [ *** 2 ] [ *** 3 ] [ *** 5 ] [ *** 6 ] [ *** 8 ]           |
| N3                                              | 吉野公園線                     | 鹿児島中央駅 | 天文館・金生町・鹿児島駅前・稲荷町・早馬・無線前・中別府入口・七社                                         | 吉野公園             |                                                                                        |
| N4                                              | 吉野ゴルフ場線                 | 鹿児島中央駅 | 天文館・金生町・鹿児島駅前・清水町・雀ヶ宮・布ヶ谷・中ノ町・中別府入口・七社・吉野公園                     | 吉野ゴルフ場         | [ * 1 ] [ ** 6 ] [ *** 1 ] [ *** 2 ] [ *** 9 ] [ *** 3 ] [ *** 4 ] [ *** 5 ] [ *** 6 ] |
| N5                                              | 中別府団地線                   | 鹿児島中央駅 | 天文館・金生町・鹿児島駅前・清水町・早馬・無線前・帯迫・菖蒲谷入口・菖蒲谷・少年自然の家入口               | 中別府団地           | [ * 1 ] [ ** 7 ] [ *** 1 ] [ *** 2 ] [ *** 3 ] [ *** 4 ] [ *** 5 ] [ *** 6 ]           |
| N6                                              | 宮之浦団地線                   | 鹿児島中央駅 | 天文館・金生町・柳町・稲荷町・早馬・無線前・帯迫・菖蒲谷・菖蒲谷北                                         | 宮之浦団地北         |                                                                                        |
| ダイヤにおける注釈 1. 2.                        |                                |              | |                      |                                                                                        |
| バス停留所における注釈 1. 2. 3. 4. 5. 6. 7.     |                                |              | |                      |                                                                                        |
| 路線番号における注釈 1. 2. 3. 4. 5. 6. 7. 8. 9. |                                |              | |                      |                                                                                        |

鹿児島市内西部方面
- 鹿児島駅前 - 田上・武岡トンネル - ハイランド東・入口 - 武岡ハイランド・武岡台高校・北部清掃工場
- 鹿児島駅前 - 田上・武岡トンネル - 西郷団地（西陵7丁目・実業高校・大峯団地・文化工芸村）
- 鹿児島中央駅西口 - 明和
- 西陵4丁目→中央駅西口
- 鹿児島駅前 - 池田高校・石谷

鹿児島市内東部方面
- 鹿児島中央駅 - 鹿児島駅前 - 菖蒲谷 - 中別府団地
- 鹿児島中央駅 - 布ヶ谷 - 吉野ゴルフ場
- 鹿児島中央駅 - 吉野無線 - 吉野公園
- 鹿児島中央駅 - 早馬 - 旭ヶ丘ニュータウン
- 鹿児島中央駅 - 長田陸橋・菖蒲谷 - 宮之浦団地
- 鹿児島中央駅 - 吉野・坂元循環 - 鹿児島中央駅
- 鹿児島中央駅 - 吉野・坂元 - 本城
- 鹿児島中央駅 - 吉野無線 - 花棚・下花棚・吉田インター
- 鹿児島中央駅 - 吉野無線 - 吉田インター - 本名・本城
- 鹿児島中央駅 - 吉野無線 - 吉田インター - イオンタウン姶良
- 鹿児島中央駅 - 坂元 - 緑ヶ丘団地・伊敷小前
- 鴨池港 - 吉野無線 - 宮之浦団地・吉田インター
- 鹿児島中央駅 - かごしま水族館 - 南埠頭

※市内線の大半が東部方面と西部方面を直通運転
鹿児島市内 - 郊外線西部方面
- 鹿児島駅前 - 田上 - 池田高校・石谷

鹿児島市内 - 郊外線東部方面
- 鹿児島中央駅 - 川上・本城 - 蒲生
- 鹿児島中央駅 - 10号線・重富 - 吉田麓 - 蒲生（→ 黒木三文字）

#### 郊外線
姶良・伊佐地区
- 帖佐駅 - 蒲生高校 - 蒲生（楠田）（JR九州バス加治木線の一部を引き継ぎ）
- 帖佐駅 - 北山 - 木場
- 鹿児島空港・営業所前 - 論地 - 溝辺下十文字・大隅横川駅
- 鹿児島空港 - 陵南団地・加治木駅 - 加治木港・姶良ニュータウン・姶良イオン前 - 蒲生（楠田）
- 大隅横川駅・溝辺下十文字 - 下有川・加治木駅 - 加治木港・姶良ニュータウン・姶良イオン前
- 溝辺総合支所 - 鹿児島空港・論地岡・志学館大学 - 隼人駅
- 鹿児島空港 - 菱刈 - 大口
- 空港営業所 - 陵南団地・朝日 - 隼人駅
- 牧園中学校 - 霧島温泉駅 - 万膳・大隅横川駅
- 霧島温泉駅 - 馬渡 - 大隅横川駅
- 栗野工業高校前・栗野駅・吉松駅 - 湯之尾・菱刈 - 大口
- 大口 - 針持 - 宮之城
- 大口 - 東青木
- 大口 - 牛尾循環

川薩地区
- 車庫前 - 川内駅 - 阿久根駅前 - 阿久根新港
- 車庫前 - 京泊

出水・阿久根・長島・水俣地区
- 水俣車庫 - 水俣駅 - 出水駅・出水バスセンター - 高尾野 - 阿久根・佐潟口
- 出水バスセンター・出水駅 - 出水総合医療センター - だんだん市場前
- 出水バスセンター・出水駅 - だんだん市場前  - 蔵之元港（天草国道フェリー）
- 阿久根・佐潟口 - 折多校下 - 折口駅前 - だんだん市場前
- だんだん市場前 - 三笠中前 - 折多校下- 鶴翔高校

#### 休廃止路線
- 隼人駅 - 日当山・西光寺 - 鹿児島空港（臨時運行の場合あり）
- 加治木・鹿児島空港方面 - 溝辺 - 野坂（現在はエアポートシャトル出水・阿久根線とふれあいバスが運行）
- 大口バスセンター - 山野駅 - 布計小前[4]（現在は乗合タクシー化）
- 鹿児島中央駅 - 10号線・空港・栗野 - 大口（急行）
- 帖佐駅 - 山田 - 板之口
- 鹿児島 - 四元 - 田の頭
- 鹿児島 - 宮之城（JR九州バスとは別ルート）
- 出水バスセンター・出水駅 - 出水総合医療センター - 餅井 - 折多校下 - 黒之浜
- 出水総合医療センター - 名護 - 老人センター - 出水駅（出水駅行きのみ運行）
- 佐潟口 - 阿久根駅 - 田代 - 尾原 (出水営業所担当)
- だんだん市場前  - 鷹ノ巣本町 - 平尾（2024年10月1日をもって廃止、長島町乗合バスに移管）
- だんだん市場前 - 蔵ノ元 - 指江庁舎前 - 平尾（2024年10月1日をもって廃止、長島町乗合バスに移管）
- 阿久根新港 - 阿久根駅 - 弓木野 (川内営業所担当)
- 帖佐駅 - 姶良イオン前 - 青葉台団地（2016年4月1日をもって廃止）
- 帖佐駅 - 木場
- 鹿児島空港 - 幸田 - 本城 - 大口
- 車庫前 - 百次 - 市比野
- 車庫前 - 勝目団地
- 車庫前 - 高城温泉

なお、路線の詳細については各営業所の項目を参照

### 高速バス

#### 長距離路線
下記の2路線を運行する。路線の詳細は各路線の記事を参照。
カッコ内は共同運行会社。南国交通はいずれも鹿児島営業所が担当する（共同運行相手の車庫管理なども担当している）。
- 福岡行き「桜島号」（鹿児島交通・鹿児島交通観光バス・JR九州バス・西日本鉄道）
- 熊本行き「きりしま号」（鹿児島交通・九州産交バス）

#### 廃止路線
- 名古屋行き「錦江湾号」（鹿児島交通・林田バス（廃止当時）・名古屋鉄道（現・名鉄バス）と共同運行）
- 京都行き「南洲号」（鹿児島交通・林田バス（廃止当時）・京都交通（現・京阪京都交通）と共同運行）
- 北九州行き「隼人号」（鹿児島交通・林田バス（廃止当時）・西日本鉄道と共同運行）
- 大阪行き「さつま号」（阪急観光バスと共同運行）
- 長崎行き「ランタン号」（長崎県交通局と共同運行）
- 宮崎行き「はまゆう号」（宮崎交通）

#### 空港連絡バス

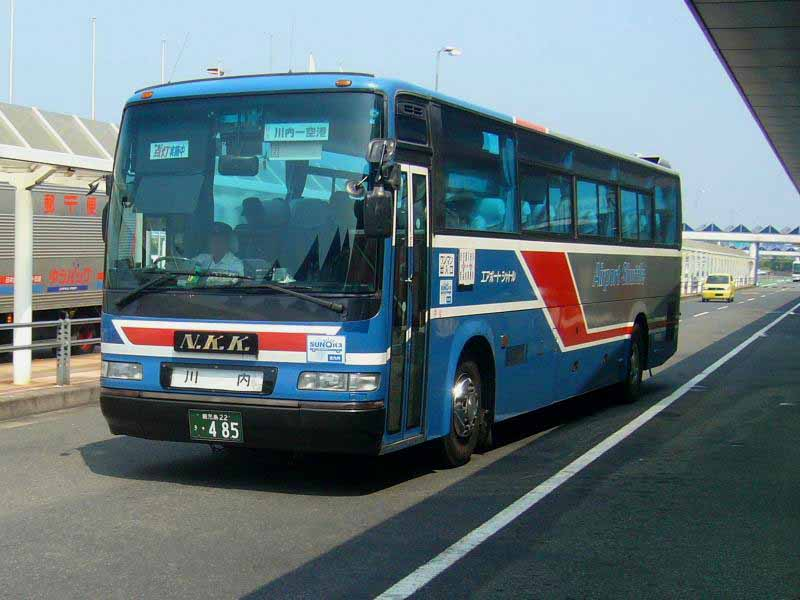
エアポートシャトル

カッコ内は担当営業所。鹿児島空港と鹿児島県内の主要都市を結んでいる。エアポートシャトルの愛称がある。
- 鹿児島 - 鹿児島空港 （空港自動車営業所）
※鹿児島交通と共同運行。
- 薩摩川内 - 鹿児島空港 （川内営業所）
※鹿児島交通と共同運行。
- 水俣・大口・菱刈 - 鹿児島空港 （伊佐出張所）
※単独運行
- 阿久根・出水・宮之城 - 鹿児島空港 （出水営業所）
※単独運行）

### 主なバス乗り場
- 南国交通バスターミナル（鹿児島市、鹿児島中央ターミナルビル1階）
- 鹿児島空港 （霧島市）
- 出水バスセンター（出水市）
- 川内駅（薩摩川内市）
- 大口バス停留所（伊佐市）

大口バスセンターの解体に伴って大口交番付近の旧降車場に設けられたバス乗り場で待合所が設置されている。
空港バスや山野線と宮之城線の代替路線と大口地区のローカル便のほか伊佐市から伊佐交通観光に委託されている市民バスと乗合タクシーが発着する。
- 宮之城鉄道記念館 （さつま町）

空港バス宮之城・出水・阿久根線と宮之城地区のすべてのローカル便が発着する。鉄道記念館内には南国交通の宮之城出張所と待合所が設けられている。

### 廃止されたバス乗り場
- 南国日本生命ビルバスセンター（旧本社）

5面のホームを持つバスセンターで、RapiCa・定期券・鹿児島空港行きバス乗車券・福岡・大阪阪急梅田行き高速バス乗車券の発売窓口があった他、航空事業部トラベルセンター・南国タクシー乗り場・お土産物店・飲食店などが存在した。
鹿児島空港連絡バス（エアポートシャトル、いわさきバスネットワーク（鹿児島空港リムジン）との共同運行）と都市間高速バスの大阪（阪急梅田三番街）行きさつま号（阪急観光バスとの共同運行）は0番乗場で、都市間高速バスの福岡（西鉄天神バスセンター・博多バスターミナル）行き桜島号（西鉄バス・ジェイアール九州バス・いわさきバスネットワーク・鹿児島交通観光バスとの共同運行）・熊本行ききりしま号（九州産交バス、いわさきバスネットワークとの共同運行）・宮崎行きはまゆう号（宮崎交通運行）は1番乗場であった。1966年11月完成で築40年以上が経ち、老朽化していた南国日生ビルの再開発に伴い、バスセンターは2009年5月31日で営業を終了した。
6月以降は乗降場所は、都市間高速バスと鹿児島空港連絡バスと別になり、大阪〔阪急梅田〕・福岡〔西鉄天神・博多駅交通センター〕・熊本・宮崎行きの乗車は、南国高速バスセンター〔旧サンクス鹿児島中央駅前店〕になり、鹿児島空港連絡バスは、鹿児島中央駅東口東4番から出発、空港からの到着は、鹿児島中央駅東口東1番に到着し、都市間高速バスの大阪〔阪急梅田〕・福岡・熊本行き〔西鉄天神・博多バスターミナル〕の到着は、ダイエー鹿児島中央店横の高速バスおりばに到着する。なお、都市間高速バス宮崎行きの到着は変更はない。
- 南国高速バスセンター（鹿児島市、本社横・旧サンクス鹿児島中央駅前店跡）
- 大口バスセンター（旧大口営業所）

山野線旧薩摩大口駅前に立地した。4階建てのビル内にバス乗り場のほかに大口営業所と待合室が併設されており、空港バスや山野線と宮之城線の代替路線のほか大口地区のローカル便が発着した。大口止まりの便はバスセンターに入らず大口交番裏に設けられた降車場で降車扱いをした。
2012年に大口営業所が出張所に格下げ・移転したのちに解体され跡地は現在更地となっている。
- 川内バスセンター

## 貸切バス事業

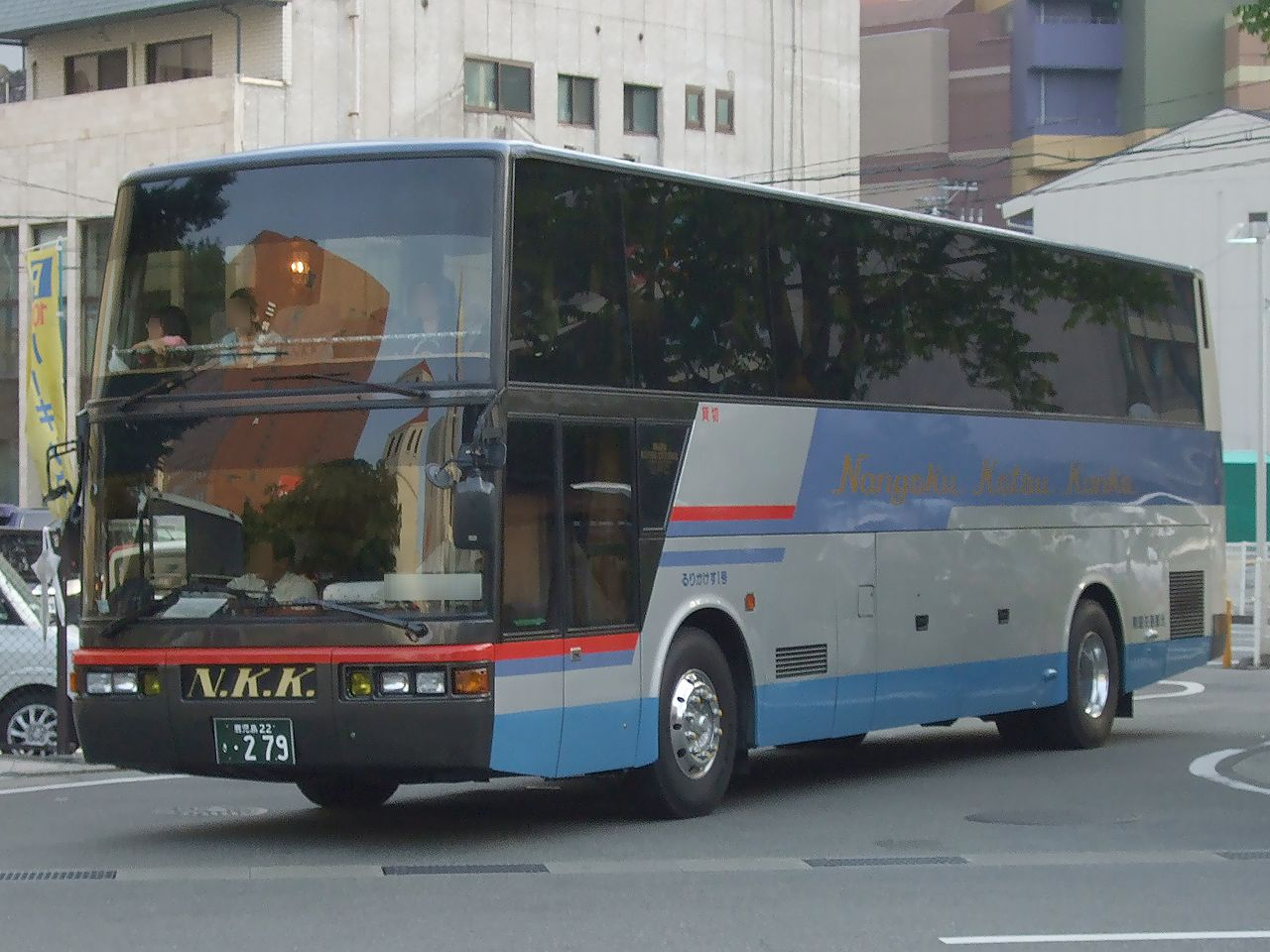
南国交通観光の貸切車「るりかけす1号」

子会社の南国交通観光が行っている。

## コミュニティバス

### 薩摩川内市
南国交通発祥の地、薩摩川内市の本土で運行する薩摩川内市コミュニティバスの市街地循環線の西回り、南部循環線（青山・勝目コース/天辰・永利コース）、高江・土川線（旧・林田バス）、湯田・西方循環線、城上・吉川循環線、市内横断シャトルバス（東郷・祁答院コース）、川内港シャトルバス、串木野新港線の計9路線の委託運行をしている。
（※市街地循環線、南部循環線（青山・勝目コース/天辰・永利コース）、湯田・西方循環線、城上・吉川循環線、高江・土川線の6路線については、6路線共通の愛称として「くるくるバス」と命名されている。）
また、2012年4月からは甑島で薩摩川内市甑島コミュニティバスの運行が開始され、全路線の委託運行をしている。
（※里・上甑地域の4路線では「甑ふれあいバス」、下甑・鹿島地域の4路線では「甑かのこゆりバス」としてそれぞれ命名されている。）

### その他
- 鹿児島市コミュニティバス - 1.吉野地域、4.伊敷東部地域、8.吉田地域、9.松元地域の4地域10路線の運行委託。
（※愛称として「あいばす」と命名されている。）
- 霧島市ふれあいバス
- 姶良町ふるさとバス
- 蒲生町巡回バス
- 出水ふれあいバス
- 長島町巡回バス
- 湧水ふるさとバス
- さつま町巡回バス
- 伊佐市コミュニティバス

## 空港ハンドリング事業
1957年の鹿児島空港開港以来空港ハンドリング事業を受託している。日本航空・全日本空輸をはじめ鹿児島空港発着の各航空会社の受託代理店となっており、カウンター業務から貨物の取り扱いまで全般を行っている。
ランプバスの管理および運行も南国交通空港営業所が行っている。

## 子会社
観光バス部門は子会社に分離移譲されており、南国交通観光がある。このほか子会社として南国タクシーがある。